# Robert Williams
Robert Joseph Paton "Bob" Williams (FRS), född 25 februari 1926 i Wallasey, England, död 21 mars 2015 i Oxford, England, var en brittisk kemist.
Williams var professor emeritus vid Oxford University och invaldes 1983 som utländsk ledamot av svenska Vetenskapsakademien.

## Biografi
Williams var son till Ernest Ivor Williams, en tull- och punktskattehandläggare i Liverpool, och Alice Williams (född Roberts). Han misslyckades med att få ett stipendium till Wallasey Grammar School, efter att ha missat sex månaders skolgång på grund av sjukdomen difteri, men hans föräldrar betalade för att han skulle kunna studera. Han fick en plats och tilldelades 1944 en doktorandplats för att läsa kemi vid Merton College, Oxford. Under sitt sista år av forskarutbildningen arbetade han med analytiske kemisten Dr Harry M N H Irving. Detta gjorde det möjligt för honom att upprätta en ordning på de relativa stabiliteterna hos metall-organiska komplex på den senare halvan av transitionsserien mangan genom zink. Från dessa rön såg han en parallell med det selektiva upptaget av metalljoner av organismer.
Williams plan var att fortsätta arbeta med Irving för sin doktorsexamen, men han besökte först Arne Tiselius laboratorium vid Uppsala universitet. Han var imponerad av vad han såg där och återvände till Sverige efter att han doktorerat 1950. Under den längre vistelsen arbetade han med proteinrening och utvecklade en metod som kallas gradient elutionsanalys.
Under vistelsen i Uppsala träffade Williams Jelly Klara Büchli, holländsk student från Groningen. De gifte sig 1952 och bodde sedan i Oxford. Jelly läste engelska språket och litteraturen vid St Hilda's College mellan 1952 och 1955, men deras första son, Timothy Ivor, avbröt hennes slutprov. En andra son, John M, föddes 1957. 
Williams tillbringade sedan ännu en period tillbaka på Merton, efter att ha tilldelats ett Junior Research Fellowship, Då, 1954, ville Sir Cyril Hinshelwood, då Oxford Professor of Chemistry, träffa honom och berättade att tre högskolor – Christ Church, Pembroke och Wadham – behövde en handledare i kemi. Williams började efter detta på Wadham College 1955 och stannade där resten av sin karriär. Han gick i pension 1991 och började då skriva flera viktiga böcker.
Williams avled på John Radcliffe-sjukhuset den 21 mars 2015.